# Raymond Herbaux
Raymond Herbaux (* 22. Oktober 1919 in Wazemmes; † 21. März 1989 in Lille) war ein französischer Gewichtheber.

## Werdegang
Raymond Herbaux stammte aus einer nordfranzösischen Arbeiterfamilie. In seiner Jugend betrieb er Leichtathletik und konnte ab 1934 viele Preise im Zehnkampf, Kugelstoßen und Diskuswurf gewinnen. Später begann er in Lille mit dem Gewichtheben und startete 1942 erstmals bei den französischen Meisterschaften. Nach dem Zweiten Weltkrieg konnte er sich auch an internationalen Meisterschaften beteiligen. Bei den Olympischen Spielen 1948 in London belegte er den 11. Platz. Sein größter Erfolg war der Gewinn der Europameisterschaft 1951 in Mailand im Mittelschwergewicht.
Raymond Herbaux war Lehrer an Schulen in Lille und erwarb sich in der Erziehung der Jugend große Verdienste. Er erhielt dafür vom französischen Staat das Ritterkreuz der Ehrenlegion.

## Internationale Erfolge
(WM = Weltmeisterschaften, EM = Europameisterschaften, Ms = Mittelschwergewicht, S = Schwergewicht)
- 1949, 4. Platz (3. Platz), WM + EM in Scheveningen, S, mit 365 kg, hinter John Davis, USA, 442,5 kg, Niels Petersen, Dänemark, 390 kg und Robert Allart, Belgien, 387,5 kg;
- 1950, 8. Platz, (6. Platz), WM + EM in Paris, S, mit 365 kg, Sieger: Davis, 462,5 kg vor Jakow Kuzenko, UdSSR, 422,5 kg;
- 1951, 4. Platz (1. Platz), WM + EM in Mailand, Ms, mit 362,5 kg, hinter Norbert Schemansky, USA, 427,5 kg, Saleh, Ägypten, 395 kg und Firuz Pojhan, Iran, 370 kg;
- 1953, 10. Platz (6. Platz), WM + EM in Stockholm, S, mit 380 kg, Sieger: Doug Hepburn, Kanada, 467,5 kg vor John Davis, 457,5 kg;
- 1954, 10. Platz (5. Platz), WM + EM in Wien, Ms, mit 362,5 kg, Sieger: Arkadi Worobjow, UdSSR, 460 kg vor Dave Sheppard, USA, 440 kg;
- 1955, 3. Platz, Mittelmeerspiele in Barcelona, S, mit 377,5 (122.5, 112.5, 142.5) kg, hinter Alberto Pigaiani, Italien, 422,5 (137.5, 125.0, 160.0) kg, Mohamed Ahmed Gaessa, Ägypten, 395 (125.0, 120.0, 150.0) kg;
- 1955, 17. Platz (13. Platz), WM + EM in München, Ms, mit 365 kg, Sieger: Worobjow, 455 kg vor Clyde Emrich, USA, 427,5 kg.

## Französische Meisterschaften
Raymond Herbaux errang fünfmal die französische Meisterschaft im Mittelschwer- bzw. Schwergewicht.
| Personendaten    | Personendaten              |
| ---------------- | -------------------------- |
| NAME             | Herbaux, Raymond           |
| KURZBESCHREIBUNG | französischer Gewichtheber |
| GEBURTSDATUM     | 22. Oktober 1919           |
| GEBURTSORT       | Wazemmes                   |
| STERBEDATUM      | 21. März 1989              |
| STERBEORT        | Lille                      |